# Бараолт
Бараолт (на румънски: Munţii Baraolt; на унгарски: Baróti-hegység) е планински масив, част от Карпатския завой (Carpaţilor de Curbură), дял от Източните Карпати. Намира се изцяло в окръг Ковасна, Румъния. Най-високият връх е Хавад (1019 м).